# Stawky (rejon kramatorski)
Stawky (ukr. Ставки) – osiedle na Ukrainie, w obwodzie donieckim, w rejonie kramatorskim. W 2001 liczyło 803 mieszkańców.